# Лоренс (Канзас)
Лоренс (енгл. Lawrence) је град у америчкој савезној држави Канзас.

## Демографија
По попису из 2010. године број становника је 87.643, што је 7.545 (9,4%) становника више него 2000. године.
| Група             | 2000.          | 2010.          |
| Белци             | 65.774 (82,1%) | 69.114 (78,9%) |
| Афроамериканци    | 4.078 (5,1%)   | 4.095 (4,7%)   |
| Азијати           | 3.030 (3,8%)   | 3.971 (4,5%)   |
| Хиспаноамериканци | 2.921 (3,6%)   | 5.006 (5,7%)   |
| Укупно            | 80.098         | 87.643         |